# Любек (аэропорт)
Аэропорт Любек (нем. Lübeck Airport, (ИАТА: LBC, ИКАО: EDHL)) — небольшой немецкий аэропорт, расположенный в 8 км к югу от Любека, второго по величине города в Шлезвиг-Гольштейн, и в 54 км к северо-востоку от Гамбурга. Использовался для недорогих и случайных чартерных рейсов. Все воздушное движение прекратилось 15 апреля 2016 г.

## История

### Ранние годы
Строительство аэропорта началось в 1916 году и было завершено в 1917 году, когда он начал свою деятельность как аэродром. В конце Первой мировой войны аэродром был закрыт. В 1933 году он был вновь открыт и расширен Люфтваффе. Во время блокады Берлина после Второй мировой войны военно-воздушные силы Соединенного Королевства доставляли уголь в Берлин и беженцев в Западную Германию на самолётах Дуглас С-47.

### Развитие
После воссоединения Германии аэропорт начал немного расти, когда несколько авиакомпаний начали выполнять рейсы в Любек. В 1997 году терминал прибытия был реконструирован и расширен.
«Ryanair DAC» — ирландская бюджетная авиакомпания, которая начала выполнять полеты из аэропорта в 2000 году. Маршрутная система «Ryanair» расширялась на протяжении многих лет, вплоть до 2009 года.
«Wizz Air» венгерская бюджетная авиакомпания начала свою деятельность в 2006 году с рейсов в Гданьск, а затем и в другие пункты назначения в Восточной Европе.
«Infratil» — компания по инвестициям в инфраструктуру из Новой Зеландии, владела 90 % акций с ноября 2005 г. до конца октября 2009 г., когда она продала свои акции обратно городу Любеку . В 2013 году аэропорт был продан частному инвестору.
В 2010 году финансовый кризис и извержение вулкана Эйяфьядлайёкюдль привели к общему снижению количества пассажиров и направлений. Новая система посадки по приборам (ILS) начала работать в феврале 2014 года, что позволяет самолётам работать в аэропорту в более сложных погодных условиях. По состоянию на март 2014 г. было возбуждено четыре судебных процесса против дальнейшего расширения аэропорта. В июле 2014 г. обанкротившийся аэропорт был продан китайскому инвестору «PuRen Germany GmbH», дочерней компании «PuRen Group».

### Банкротство
23 апреля 2014 года аэропорт Любека объявил о банкротстве. Несколькими днями ранее сообщалось, что владелец, купивший аэропорт в 2013 году, снова отказался от сделки. Аэропорт продолжал работать, пока ликвидатор рассматривал возможные стратегии .
В сентябре 2015 года новый владелец аэропорта, немецкий филиал китайской компании «PuRen Group», также объявил о банкротстве. Регион Шлезвиг-Гольштейн сказал, что не будет инвестировать в аэропорт. По состоянию на январь 2016 года процесс выбора нового владельца аэропорта все ещё продолжался.

### Возобновление работы
В январе 2020 года аэропорт Любека объявил, что регулярные рейсы в Штутгарт и Мюнхен должны выполняться с 1 июня 2020 года. Для этой цели был приобретен ATR 72-500, который будет использоваться под новым брендом «Lübeck Air» и осуществляться компанией «Air Alsie» . Позже они отложили свой план возобновления регулярных рейсов из Любека и объявили о начале работы 17 августа 2020 года из-за пандемии COVID-19.

## Услуги
В аэропорту Любека есть одно небольшое здание аэровокзала, в котором расположены пункты регистрации, магазин и несколько ресторанов. На перроне установлены три стойки для посадки на борт, которые подходят для самолётов среднего размера, таких как «Airbus A320», а также несколько стоек для небольших самолётов.

## Авиакомпании и направления
Следующие компании выполняют рейсы из аэропорта Любека

## Пассажиропоток

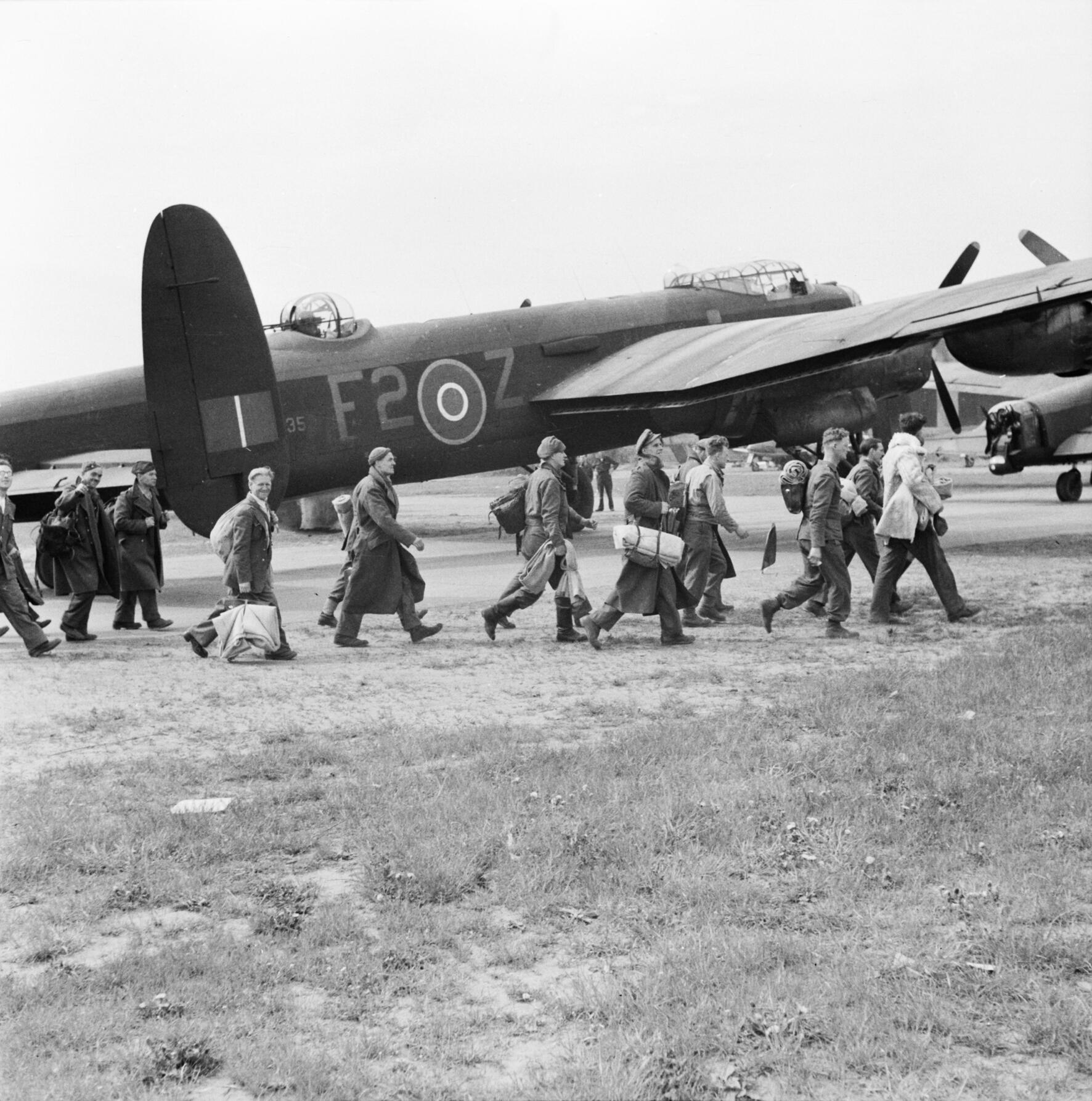
Avro Lancaster в аэропорту Любека операции «Исход» по вывозу британских военнопленных, 1945 год.

Данные из запроса в Викиданные.
| 2000                        | 184,622   |
| 2001                        | ▲ 231,094 |
| 2002                        | ▲ 270,188 |
| 2003                        | ▲ 539,580 |
| 2004                        | ▲ 598,777 |
| 2005                        | ▲ 715,731 |
| 2006                        | ▼ 677,638 |
| 2007                        | ▼ 612,858 |
| 2008                        | ▼ 534,509 |
| 2009                        | ▲ 688,302 |
| 2010                        | ▼ 537,835 |
| 2011                        | ▼ 344,068 |
| 2012                        | ▲ 359,974 |
| 2013                        | ▲ 367,252 |
| 2014                        | ▼ 168,593 |
| Source: ADV, Lübeck Airport |           |